# 西野彰
西野 彰（にしの あきら、1959年5月5日 - ）は、日本の実業家。北海道出身。ソニーライフ・エイゴン生命保険元代表取締役社長。

## 人物・経歴
北海道出身。1982年、上智大学法学部卒業。同年4月、東京芝浦電気株式会社（現・株式会社東芝）に入社。1992年、ソニー生命保険株式会社に入社。2002年、同社東京中央ライフプランナーセンター第4支社長に就任。2010年、ソニーライフ・エイゴン生命保険株式会社に出向し、営業企画部・営業推進部担当業務執行責任者兼同部長に就任。2011年、同社ライフプランナー推進部・金融営業推進部・営業企画部担当業務執行責任者兼同部長に就任。2014年、同社理事兼ライフプランナー推進部担当業務執行責任者兼同部長に就任。2015年、同社代表取締役社長に就任。2018年、同社代表取締役社長から退任。